# Novalaetesia atra
Novalaetesia atra là một loài nhện trong họ Linyphiidae.
Loài này thuộc chi Novalaetesia. Novalaetesia atra được A. David Blest & Cor J. Vink miêu tả năm 2003.